# Cebolla de las Bermudas

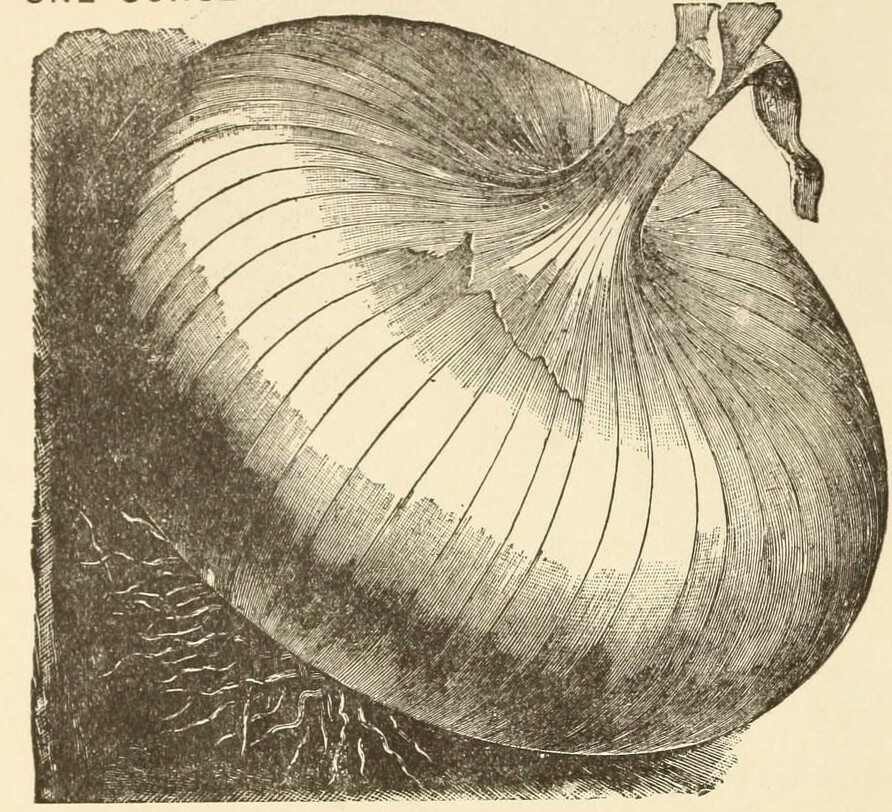
De un catálogo de semillas de 1902.

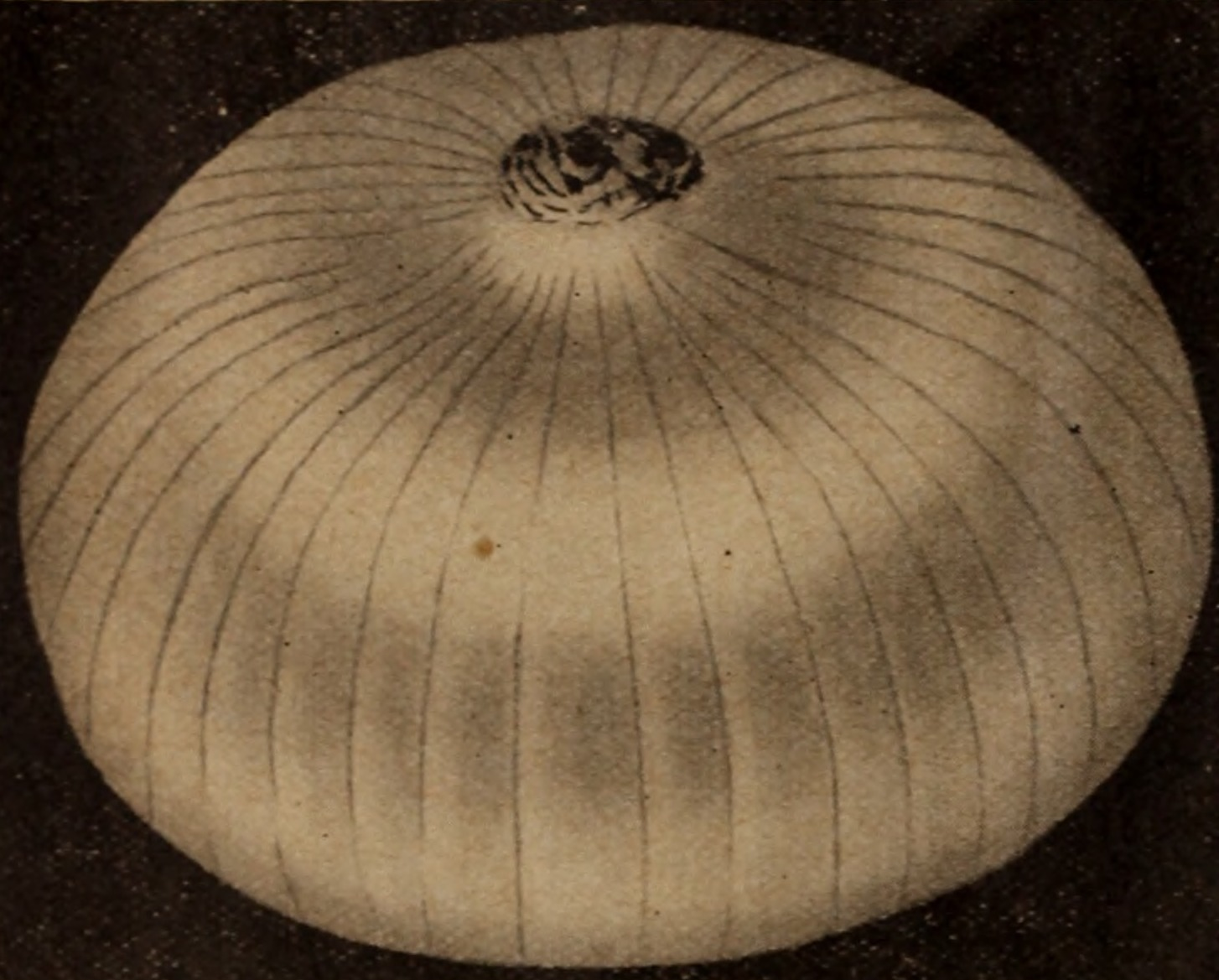
De un catálogo de semillas de 1918.

Las cebollas de las Bermudas son una variedad de cebolla dulce asociada a las islas Bermudas. Son grandes y relativamente planas con una piel fina que las hace bastante perecederas. Se cultivaron por primera vez en las Bermudas en 1616-1617, se convirtieron en un cultivo básico y, a mediados del siglo XIX, una exportación importante. La cebolla se convirtió en un símbolo de la isla y fue descrita por Mark Twain como «su joya, su gema de gemas». La variedad comenzó a cultivarse en el sur de Estados Unidos y hacia 1920 era la única cebolla cultivada en Texas. La producción estadounidense y los efectos de la Primera Guerra Mundial provocaron una disminución de la demanda internacional de cebollas de Bermuda, y la isla dejó de exportarlas en 1946.

## Descripción
La cebolla de Bermudas es grande y plana. Es de color blanco o amarillo y tiene un sabor suave y dulce. Es similar en sabor y apariencia a las cebollas blancas españolas y portuguesas. La cebolla de Bermudas es una variedad de crecimiento muy rápido; no forma una capa exterior gruesa y, por lo tanto, se deteriora muy rápidamente, a menudo después de sólo unas pocas semanas de almacenamiento. Rendimientos de hasta 35 libras (15,9 kg) por acre son posibles aunque los rendimientos habituales son de 10-12 libras (4,5-5,4 kg) se registraron en 1937.

## Historia

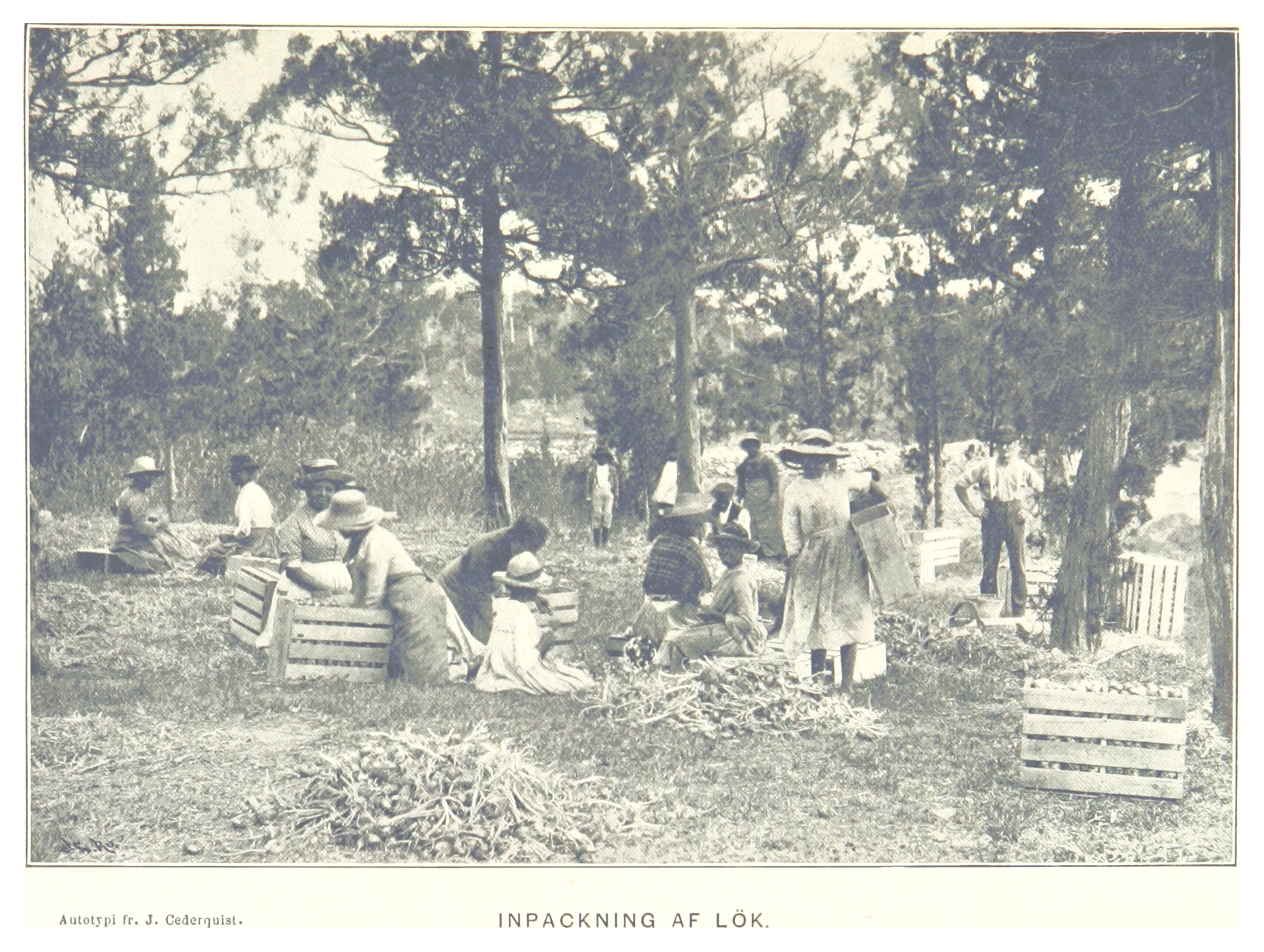
Empaquetando cajas de cebollas en las Bermudas, 1895.

Esta cebolla se cultivó por primera vez en las Bermudas en 1616; Se descubrió que prosperaba en el clima y se convirtió en un cultivo básico de la isla. Se exportó por primera vez a los Estados Unidos en 1847 y en el siglo XIX se convirtió en una exportación importante con envíos semanales que a veces superaban las 30 000 cajas. La cebolla de Bermudas también se exportó al Reino Unido. La mano de obra agrícola en este período se vio impulsada por la llegada de inmigrantes portugueses. Las Bermudas se asociaron tan estrechamente con esta verdura que pasó a ser conocida como «el huerto de cebollas» y sus habitantes siguen siendo apodados «cebollas». El autor estadounidense del siglo XIX, Mark Twain, señaló: «La cebolla es el orgullo y la alegría de las Bermudas. Es su joya, su joya de gemas. En su conversación, su púlpito, su literatura, es su figura más frecuente y elocuente». Varios lugares de la isla llevan el nombre de la cebolla y sigue siendo un símbolo local popular; Un día del mes del patrimonio de las Bermudas está dedicado a la cebolla. A menudo se consume en sopas o como ingrediente en sopa de pescado.
Un número de 1910 del Farmers' Bulletin señala que TC Nye de Laredo (Texas), fue quizás el primero en cultivar con éxito la cebolla de Bermudas en los Estados Unidos. En los EE. UU., la cebolla se cultivaba como cultivo de invierno, cuyo uso requiere un clima templado ya que, aunque puede sobrevivir a condiciones heladas, su crecimiento se ve obstaculizado por el frío. En 1910, entre 5000-7000 acres (2023,4-2832,8 ha) se cultivaban en el sur de Texas con más plantaciones en el sur de Florida y el sur de California. El éxito de la cosecha en Estados Unidos, el impacto de la Primera Guerra Mundial (1914-1918) y la imposición de impuestos a las importaciones estadounidenses en la posguerra provocaron una disminución de las exportaciones de las Bermudas.
En 1920, la cebolla de las Bermudas era casi la única cebolla cultivada en Texas: se sembraba en septiembre, se trasplantaba de noviembre a enero y se cosechaba de marzo a abril. En 1922 también se cultivaba con éxito en las islas Canarias. Una campaña de la década de 1930 realizada por la Junta de Desarrollo Comercial de las Bermudas, que enfatizaba el sabor único de las cebollas cultivadas en las Bermudas, no logró reactivar el comercio y las exportaciones cesaron en 1946.
En la década de 1990, el producto comercializado en Estados Unidos como cebolla de Bermuda era en realidad una variedad diferente y la verdadera cebolla de Bermuda ya no estaba disponible. Para entonces, la mayoría eran importadas de México.